# Zaroślarkowate
Zaroślarkowate (Bradybaeninae) – podrodzina lądowych ślimaków trzonkoocznych (Stylommatophora) z rodziny Camaenidae, dawniej klasyfikowana jako rodzina (Bradybaenidae). Obejmuje ponad 700 gatunków występujących w Eurazji i wschodniej oraz środkowej Afryce. Jedynym jej przedstawicielem występującym w Europie jest zaroślarka pospolita (Fruticicola fruticum). W zapisie kopalnym znane są z paleocenu.
Muszla duża, podobna do muszli ślimakowatych, różnice widoczne są w budowie anatomicznej. Zaroślarkowate żyją w lasach, parkach i zaroślach, głównie w miejscach wilgotnych. Odżywiają się zielonymi częściami roślin.

## Systematyka
Dawniej zaroślarkowate uznawano za osobną rodzinę (Bradybaenidae), w obrębie której wyróżniano 2 podrodziny:
- Bradybaeninae
- Helicostylinae

W 2017 roku Bouchet i inni w oparciu o badania filogenetyczne wykazali, że Bradybaenidae i Camaenidae tworzą klad i połączyli te rodziny w jedną o nazwie Camaenidae.
W obrębie podrodziny Bradybaeninae wyróżnia się trzy plemiona, do których należą następujące rodzaje:
- Aegistini Kuroda & Habe, 1949
  - Aegista Albers, 1850
  - Aegistohadra M. Wu, 2004
  - Coelorus Pilsbry, 1900
  - Dolicheulota Pilsbry, 1901
  - Guamampa Schileyko, 1997
  - Landouria Godwin-Austen, 1918
  - Lepidopisum Kuroda & Habe, 1958
  - Mandarina Pilsbry, 1895
  - Mastigeulota Pilsbry, 1895
  - Miyakoia Minato, 1980
  - Neoaegista Azuma, 1955
  - Neochloritis Minato, 1982
  - Nesiohelix Kuroda & Emura, 1943
  - Nipponochloritis Habe, 1955
  - Pancala Kuroda & Habe, 1949
  - Plecteulota Möllendorff, 1892
  - Plectotropis E. von Martens, 1860
  - Pseudaspasita Möllendorff, 1901
  - Satsuma A. Adams, 1868
  - Takasagohadra Kuroda, 1941
  - Torobaena F. Haas, 1935
  - Tricheulota Pilsbry, 1895
  - Trishoplita Jacobi, 1898
  - Yakuchloritis Habe, 1955
- Bradybaenini Pilsbry, 1934 (1898)
  - Acusta E. von Martens, 1860
  - Ainohelix Kuroda & Taki, 1933
  - Apatetes Gude, 1914
  - Armandiella Ancey, 1901
  - Bradybaena H. Beck, 1837
  - Buliminidius Heude, 1890
  - Cathaica Möllendorff, 1884
  - Chosenelix Pilsbry, 1927
  - Coccoglypta Pilsbry, 1895
  - Ezohelix Kuroda & Emura, 1938
  - Fruticicola Held, 1838
  - Grabauia Yen, 1935
  - Karaftohelix Pilsbry, 1927
  - Kugitangia Schileyko, Pazilov & Abdulazizova, 2017
  - Laeocathaica Möllendorff, 1899
  - Metodontia Möllendorff, 1886
  - Mikiria Godwin-Austen, 1918
  - Neofruticicola Schileyko, Pazilov & Abdulazizova, 2020
  - Neseulota Ehrmann, 1911
  - Paraegista Kuroda & Azuma, 1951
  - Phaeohelix Kuroda & Habe, 1949
  - Pliocathaica Andreae, 1900
  - Ponsadenia Schileyko, 1978
  - Pseudiberus Ancey, 1887
  - Pseudobuliminus Gredler, 1886
  - Rudens Heude, 1890
  - Secusana Gredler, 1894
  - Semibuliminus Möllendorff, 1899
  - Stenogyropsis Möllendorff, 1899
  - Stilpnodiscus Möllendorff, 1899
  - Trichobradybaena M. Wu & J.-Y. Guo, 2003
  - Trichocathaica Gude, 1919
- Euhadrini Habe, Okutani & Nishiwaki, 1994
  - Euhadra Pilsbry, 1890

oraz rodzaje nieprzypisane do żadnego z powyższych plemion:
- Crenatilabiellus H.-J. Wang, 1982 †
- Eueuhadra M. Wu, 2004
- Jiaoliaous G. Zhang, 2024
- Sinochloritis M. Wu & Z.-Y. Chen, 2019
- Sinorachis M. Wu & Z.-Y. Chen, 2019
- Traumatophora Ancey, 1887
- Undatornatus H.-J. Wang, 1982 †

Rodzajem typowym podrodziny jest Bradybaena.